# 中塞基爾縣
中塞基爾縣（英語：Sekyere Central District）為迦納阿散蒂大區轄下的一縣。其區域面積1,636.9平方公里，2021年人口73,228人。恩蘇塔（Nsuta）為該縣的首府。
中塞基爾縣原為西塞基爾縣（Sekyere West District，1988年設立）之一部分，2007年11月1日由西塞基爾縣東部區域分出新設此縣，並於2008年2月29日生效，西塞基爾縣之其餘部分則升格為市級區，並更名為曼龐區。

## 外部連結
- . Statoids.
- GhanaDistricts.com